# Simulium velutinum
Simulium velutinum es una especie de insecto del género Simulium, familia Simuliidae, orden Diptera.

## Taxonomía
Fue descrita científicamente por Santos Abreu, 1922.